# 波浪模型

基于约翰内斯·施密特最初提出的波浪模型制的欧拉图。其中，圆圈是历时的，半径随时间而增加，就像石头撞击水面上的同心波一样。背景表示没有语言边界的方言连续体。圆圈是稳定的方言、特征或特征集，它们经历过独特的创新，并因社会政治原因在最初的一小部分连续体中变得更加稳定。这些圆圈像波浪一样从它们的小中心扩散开来，逐渐减弱并在离中心最远的时空处消散。语言应被视为一组无常的言语习惯，这些习惯源于并盛行于圈子的交汇处。最保守的语言位于不被任何圆圈括起的地方。

历史语言学中，波浪模型或波模型、波理论（德語：Wellentheorie）是一种语言变化的模型，一种新的语言特征（创新）或创新的组合从其起源地区扩散开来，其影响的方言群随时间扩大。方言扩散从给定的接触点传播，就像水面上的波浪一样。
该理论旨在替代树模型，后者似乎无法解释从祖语演化来时部分特征的存在，特别是在日耳曼语中。20世纪，波浪模型作为整体语言变化的模型几乎没有获得接受，而在方言连续体和区域现象的领域引起关注；由于树模型的缺点，它最近在歷史語言學家中更受欢迎。

## 原则
树模型要求语言完全通过社会分裂和语言分歧来发展，一组方言发生的创新应立即导致它们与其他相关方言失去联系：这是解释树结构强加的子群嵌套组织的唯一方法。
波浪模型没有这样的要求，它可以很容易地适应交叉模式的创新分布。这是方言连续体的典型特征，即方言与不同邻居同时共享创新，其定义的谱系亚群形成交叉模式。这解释了波浪模型在方言学研究中的流行。
约翰内斯·施密特认为，至少有一部分语言是从一个连续统一体中形成的。连续统一体起初就像一条平滑的斜线，距离相近的说话者倾向于统一其语言，在斜线的基础上形成一条阶梯线，这些阶梯就是方言。随时间推移，一些阶梯变薄并消失，另一些则抢占了整个连续体。例如施密特说标准德语，它就被定义为符合某些方言，然后传播到整个德国，在许多情况下取代了地方方言。

## 遗留
现代语言学研究中，波浪模型通过比较法对改进树模型做出了巨大贡献。甚至有学者提出，波模型应该代替树模型来表示语言谱系。最近的研究也关注语链的概念，也即一个从古方言连续体演变来的语言系属分类，且不能用树来表示，必须用波模型来分析。

## 应用
波浪模型给语言学一些领域提供了关键的研究方法，如：
- 方言学
- 方言计量学
- 历史语言计量学
- 区域语言学
- 克里奥尔语言学